# Desno Sredičko
Desno Sredičko is een plaats in de gemeente Lasinja in de Kroatische provincie Karlovac. De plaats telt 228 inwoners (2001).